# ويليام أوزوالد ميلز
ويليام أوزوالد ميلز (بالإنجليزية: William Oswald Mills)‏ هو سياسي أمريكي، ولد في 12 أغسطس 1924 في الولايات المتحدة، وتوفي في 24 مايو 1973 في ايستون في الولايات المتحدة. حزبياً، نشط في الحزب الجمهوري والحزب الديمقراطي. وقد انتخب عضو مجلس النواب الأمريكي.